# Adetus catemaco
Adetus catemaco är en skalbaggsart som beskrevs av Martins och Maria Helena M. Galileo 2005. Adetus catemaco ingår i släktet Adetus och familjen långhorningar. Inga underarter finns listade i Catalogue of Life.